# آیروجت اس‌دی-۲ اورسیر
آیروجت اس‌دی-۲ اورسیر (به انگلیسی: Aerojet_SD-2_Overseer) یک هواگرد ملخ‌پیشین تک‌موتوره از نوع پهپاد شناسایی ساخت شرکت آیروجت است. هواگرد آیروجت اس‌دی-۲ اورسیر نخستین پروازش را در از ۱۹۵۹ میلادی انجام داد. در مجموع، تعداد ۳۵ فروند از این هواگرد ساخته شده‌است.